# Sara Brucker
Sara Yvonne Brucker (* 27. Mai 1974 in Gengenbach) ist eine deutsche Gynäkologin und seit Oktober 2022 Ärztliche Direktorin der Universitäts-Frauenklinik Tübingen.

## Werdegang
Sara Brucker wuchs in Hausach im Schwarzwald auf, wo sie die Grundschule und später das Gymnasium besuchte. Von 1993 bis 2000 studierte sie Humanmedizin an der Albert-Ludwigs-Universität in Freiburg, 1998 einige Monate an der Université Pierre et Marie Curie in Paris. Sie promovierte 1999 in Freiburg mit dem Thema Präattentive visuelle Informationsverarbeitung bei Patienten mit Morbus Parkinson.

## Medizinische Laufbahn
Nach dem Studium war Brucker an der Universitäts-Frauenklinik der Eberhard-Karls-Universität Tübingen als Ärztin im Praktikum tätig. 2001 erhielt sie ihre Approbation als Ärztin und wurde darauffolgend Assistenzärztin an der Universitäts-Frauenklinik in Tübingen. 2005 erhielt sie ihre Anerkennung als Fachärztin für Frauenheilkunde und Geburtshilfe und wurde 2006 zur Oberärztin ernannt. 2009 habilitierte sie sich mit dem Thema Die Vaginalaplasie: Aktuelle Diagnose- und Therapiekonzepte. Im selben Jahr übernahm sie die Leitung für das Zentrum für seltene genitale Fehlbildungen im Zentrum für seltene Erkrankungen (ZSE) an der Universitäts-Frauenklinik in Tübingen.
2011 bekam Brucker einen Ruf an die Universitätsfrauenklinik Salzburg, 2013 an die Universitätsfrauenklinik Würzburg. Sie lehnte jedoch beide Rufe ab. 2013 schloss sie eine fakultative Weiterbildung im Bereich spezielle Geburtshilfe und Perinatalmedizin sowie spezielle operative Gynäkologie ab. Ab 2014 war sie Ärztliche Direktorin des Forschungsinstituts für Frauengesundheit (FFG) am Department für Frauengesundheit an der Universität Tübingen und zudem stellvertretende Ärztliche Direktorin der Universitäts-Frauenklinik Tübingen. Das Tübinger Forschungsinstitut für Frauengesundheit ging 2005 aus dem Institut für Frauengesundheit (IFG) hervor. Die Gründung des Forschungsinstituts entstand auf Initiative der Landesregierung Baden-Württemberg und mit finanzieller Unterstützung der Landesstiftung. Unter der Leitung von Brucker liegt der Schwerpunkt des Forschungsinstituts in der Aufklärungs- und Präventionsarbeit von Frauen in den Bereichen Schwangerschaftsabbruch, Verhütung, Brustkrebs und Blasenschwäche. Junge Frauen werden von Brucker und ihren Kollegen über die Folgen des Rauchens und falscher Ernährung sowie über die Prävention sexuell übertragbarer Krankheiten aufgeklärt, bei älteren Frauen überwiegt die Beratung über die Behandlung von Osteoporose und Hormonersatztherapie.
2016 übernahm Brucker als erste Frau die Kongresspräsidentschaft des 61. Kongresses der Deutschen Gesellschaft für Gynäkologie und Geburtshilfe. 2018 wurde sie zur Präsidentin der Deutschen Gesellschaft für Senologie gewählt. Im selben Jahr wurde die Medizinerin Geschäftsführende Ärztliche Direktorin am Department für Frauengesundheit der Universitäts-Frauenklinik Tübingen.
Seit dem 1. April 2022 ist Brucker Direktorin des Tumorzentrums Comprehensive Cancer Center (CCC) Tübingen-Stuttgart, in dem sie bereits seit 2014 Mitglied im geschäftsführenden Vorstand war. Im Oktober 2022 wurde sie als erste Frau zur Ärztlichen Direktorin an die Universitäts-Frauenklinik Tübingen berufen. Sie trat die Nachfolge von Diethelm Wallwiener an.

## Klinische Schwerpunkte und Forschung
Klinische Schwerpunkte Bruckers sind die operative Gynäkologie, die Gynäkoonkologie sowie die Senologie. Am Zentrum für seltene genitale Fehlbildungen der Universitäts-Frauenklinik Tübingen operiert Brucker Frauen, die am Mayer-Rokitansky-Küster-Hauser-Syndrom (MRKHS) leiden und ohne Gebärmutter geboren wurden. Hierfür entwickelte die Ärztin eine eigene Operationsmethode.
Unter der gynäkologischen Leitung von Brucker initiierte das Forschungsinstitut für Frauengesundheit frauenspezifische Forschungsprojekte zu Osteoporose und Herz-Kreislauf-Erkrankungen.
Für das interdisziplinäre S3-Leitlinienprogramm, das die Früherkennung, Diagnostik, Therapie und Nachsorge des Mammakarzinoms definiert, vertrat Brucker im Juni 2021 in mehreren Arbeitsgruppen als 1. Mandatsträgerin die Deutsche Gesellschaft für Gynäkologie und Geburtshilfe (DGGG). Bei der Ausarbeitung des S3-Leitlinienprogramms „Endometriumkarzinom“ fungierte Brucker im September 2022 für die DGGG erneut in derselben Funktion.
Brucker ist verantwortliche Herausgeberin der Zeitschrift Senologie der Thieme Gruppe, in der über die Vorsorge, Behandlung und Nachsorge von Brusterkrankungen berichtet wird.
Sara Brucker hat einen h-Index von 60.

## Uterustransplantationen
Sara Brucker ist die erste und bislang einzige Medizinerin, die in Deutschland Uterustransplantationen durchführt. Mit ihrem Team nahm sie im Oktober 2016 die erste Uterustransplantation bei einer an MRKHS leidenden Frau vor. Seitdem folgten weitere. Am 23. Mai 2019 wurde bekannt, dass zwei Frauen, denen von Brucker und ihrem Team an der Universitäts-Frauenklinik Tübingen die Gebärmütter ihrer jeweiligen Mütter transplantiert wurden, mit Hilfe der gespendeten Organe Kinder zur Welt gebracht haben. Seit April 2020 ist die Tübinger Frauenklinik nach Prüfung durch das baden-württembergische Ministerium für Soziales, Gesundheit und Integration vom Landeskrankenhausausschuss offiziell als erstes deutsches Gebärmutter-Transplantationszentrum anerkannt.
Bis Oktober 2021 wurde bei fünf Frauen der Eingriff vorgenommen, vier davon haben Kinder zur Welt gebracht, bei einer Frau misslang die Transplantation.
2023 übernahm Brucker die Präsidentschaft der International Society of Uterus Transplantation.

## Mitgliedschaften
- Vorstandsmitglied der Arbeitsgemeinschaft Gynäkologische Endoskopie (AGE)[25]
- Arbeitsgemeinschaft Gynäkologische Onkologie (AGO)[5]
- Deutsche Gesellschaft für Senologie (DGS)[5]
- Deutsche Gesellschaft für Gynäkologie und Geburtshilfe (DGGG)[1]
- Vorstand des Fördervereins des Zentrums für seltene Erkrankungen (ZSE) Tübingen[26]
- St. Gallen Panel[27]
- International Society of Uterus Transplantation (Gründungsmitglied)[28]
- European Society for Gynaecological Endoscopy (ESGE)[1]
- European Society of Human Reproduction and Embryology (ESHRE)[1]

## Auszeichnungen
- 2003: Forschungspreis für junge Wissenschaftler der Arbeitsgemeinschaft Gynäkologische Endoskopie[5]
- 2008: Gunter-Bastert-Innovationspreis der Deutschen Gesellschaft für Gynäkologie und Geburtshilfe[7]
- 2023: Die Universitäts-Frauenklinik Tübingen belegt Platz 4 der besten Spezialkrankenhäuser der Welt 2024[29]
- 2025: Bundesverdienstkreuz am Bande[30]

## Bibliografie (Auswahl)
- Diethelm Wallwiener, Sven Becker, Umberto Veronesi, Markus Hahn, Matthias W. Beckmann, Sara Y. Brucker, Susan E. Clare, Klaus Friese, Walter Jonat: Atlas of Breast Surgery. Thieme, Stuttgart 2015, ISBN 978-3-13-199781-4.
- Diethelm Wallwiener, Eva-Maria Grischke, Sara Brucker, Florin-Andrei Taran, Gunther Bastert (Hrsg.): Gynäkologische Onkologie. Schattauer Verlag, 2017, ISBN 978-3-7945-2415-0.
- Sara Y. Brucker, Elisabeth Simoes, Diethelm Wallwiener, Klaus Doubek, Anton Scharl: Frauengesundheit - Frauenmedizin: Fachübergreifend und kompakt. München 2023, ISBN 978-3-437-06057-1.